# Sankt Peter am Kammersberg
São Pedro de Kammersberg, ou Sankt Peter am Kammersberg em alemão, é uma pequena vila na Austria, parte do distrito de Murau, no estado de Estíria, com população de 2.175 habitantes (Censo de 2005). Foi primeiramente mencionada em documentos do ano de 1007.
A municipalidade se divide da seguinte forma:
- Althofen
- Feistritz
- Kammersberg
- Mitterdorf
- Peterdorf
- Pöllau am Greim
- St. Peter